# 先進工作者
先進工作者（せんしんこうさくしゃ、中：先进工作者）とは中国の各分野で先進的な業績が認められた労働者に授与する栄誉称号のこと。全国で授与する全国及び各省以下の行政区で授与する先進工作者称号がある。先進労働者とも。関連する称号に労働模範がある。

## 先進工作者
先進工作者は中国の労働者に対する栄誉称号であり、各職業、各専門分野、あるいは各地区単位で選出され、労働模範と並んで大きな栄誉とされる。報道では、1989年に中国残留孤児の日本人女性が日本への帰国を決めた際、同行した夫の中国人医師の孔繁俊が母国では名医として認められる活躍をし先進工作者の称号を受けていたが、医師免許が日本の医師法で適用できないため、日本で鍼灸師として再出発すべく日本人の支援者を通じカンパを募ることが伝えられたことがある。全国単位で選ばれる先進工作者は全国労働模範表彰大会で国家主席の臨席の下で授与され、2010年度「全国労働模範（模範労働者）および先進工作者（先進的労働者）表彰大会」では当時の国家主席 胡錦涛出席の下で870人の全国先進工作者が選出、表彰されている。

### 文献資料
- 李城外著、萩野脩二、山田多佳子訳『追憶の文化大革命 下巻：咸寧五七幹部学校の文化人』(株式会社ボイジャー、2014年)

### 報道資料
- 『朝日新聞』1989年3月3日夕刊

### インターネット資料
- 人民日報ウェブサイト「全国労働模範表彰大会が盛大に開催　胡錦濤主席が演説」